# أنطوان بلوندن
أنطوان بلوندن (بالفرنسية: Antoine Blondin) (11 أبريل 1922، باريس في فرنسا - 7 يونيو 1991، باريس في فرنسا)؛ كاتب،، صحفي، كاتب سيناريو وروائي فرنسي.

## الجوائز
- جائزة أنتيراليي

## روابط خارجية
- أنطوان بلوندن على موقع IMDb (الإنجليزية)
- أنطوان بلوندن على موقع قاعدة بيانات الفيلم (الإنجليزية)